# Mogoplistes tridentatus
Mogoplistes tridentatus är en insektsart som beskrevs av Henri Saussure 1877. Mogoplistes tridentatus ingår i släktet Mogoplistes och familjen Mogoplistidae. Inga underarter finns listade i Catalogue of Life.